# Catalina Castaño
Catalina Castaño Alvarez (Pereira, 1979. július 7. –) kolumbiai teniszezőnő.
1998–2014 közötti profi pályafutása idején egyéniben hat ITF-tornát nyert meg, párosban egy WTA–, egy WTA 125K-tornán, és öt ITF-tornán végzett az első helyen. Egy alkalommal jutott egyéniben WTA-torna döntőjébe, Budapesten 2005-ben, ahol az izraeli Anna Smashnovától szenvedett vereséget. Legjobb egyéni világranglista-helyezése harmincötödik volt, ezt 2006. július 10-én érte el, párosban 2013. július 8-án a 71. helyre került.
A Grand Slam-tornákon legjobb eredménye egyéniben a wimbledoni torna kivételével a 2. kör, míg párosban a legjobb eredményét éppen Wimbledonban érte el 2008-ban, amikor a 3. körig jutott.
1996–2014 között 74 alkalommal szerepelt Kolumbia Fed-kupa-válogatottjában 51–23-as eredménnyel.
Kolumbia képviseletében részt vett a 2004-es athéni olimpia női egyes és női páros versenyszámaiban.
2014 márciusában mellrákot diagnosztizáltak nála, és ugyanezen év júniusában bejelentette visszavonulását.

## WTA-döntői

### Egyéni

#### Elveszített döntői (1)
| No. | Dátum            | Helyszín                      | Borítás | Ellenfél a döntőben | Eredmény a döntőben | Eredmény a döntőben |
| 1.  | 2005. július 31. | Budapest Grand Prix, Budapest | Salak   | Anna Smashnova      | 2–6, 2–6            |                     |

### Páros

#### Győzelmei (1)
| Összesítés           |                        |
| Grand Slam-torna (0) |                        |
| Tier I (0)           | Premier Mandatory* (0) |
| Tier II (0)          | Premier Five* (0)      |
| Tier III (0)         | Premier* (0)           |
| Tier IV (0)          | International* (1)     |
| Tier V (0)           | Challenger* (0)        |

* 2009-től megváltozott a tornák rendszere. Challenger tornákat 2012-től rendeznek.
 Az egymás mellett azonos színnel jelölt tornatípusok között nincs teljes mértékű megfelelés.
|    | Dátum            | Torna                            | Borítás | Partner              | Ellenfelek a döntőben             | Eredmény a döntőben |
| 1. | 2012. július 22. | Swedish Open, Båstad, Svédország | Salak   | Mariana Duque Mariño | Eva Hrdinová Mervana Jugić-Salkić | 4–6, 7–5, [10–5]    |

#### Elveszített döntői (1)
|    | Dátum            | Torna                                     | Borítás | Partner              | Ellenfelek a döntőben                         | Eredmény a döntőben |
| 1. | 2013. március 2. | Abierto Mexicano Telcel, Acapulco, Mexikó | Salak   | Mariana Duque Mariño | Lourdes Domínguez Lino Arantxa Parra Santonja | 4–6, 6–7(1)         |

## WTA 125K döntői

### Egyéni: 1 (0–1)
| Eredmény | No. | Dátum             | Torna               | Borítás | Ellenfél a döntőben      | Eredmény |
| -------- | --- | ----------------- | ------------------- | ------- | ------------------------ | -------- |
| Döntős   | 1.  | 2013. február 17. | Copa Bionaire, Cali | Salak   | Lara Arruabarrena Vecino | 3–6, 2–6 |

### Páros: 1 (1–0)
| Eredmény | No. | Dátum             | Torna               | Borítás | Partner              | Ellenfél a döntőben                | Eredmény         |
| -------- | --- | ----------------- | ------------------- | ------- | -------------------- | ---------------------------------- | ---------------- |
| Győztes  | 1.  | 2013. február 11. | Copa Bionaire, Cali | Salak   | Mariana Duque Mariño | Florencia Molinero Teliana Pereira | 3–6, 6–1, [10–5] |

## ITF-döntői

### Egyéni (6–7)
| Díjazás        |
| -------------- |
| $100,000 torna |
| $75,000 torna  |
| $50,000 torna  |
| $25,000 torna  |
| $10,000 torna  |

| Eredmény | No. | Dátum               | Torna                                       | Borítás | Ellenfél                | Eredmény              |
| -------- | --- | ------------------- | ------------------------------------------- | ------- | ----------------------- | --------------------- |
| Győztes  | 1.  | 1999. március 29.   | Santiago, Chile                             | Salak   | María Fernanda Landa    | 6-4, 6-2              |
| Döntős   | 1.  | 1999. október 18.   | Nashville, Amerikai Egyesült Államok        | Kemény  | Florencia Labat         | 1-6, 1-6              |
| Győztes  | 2.  | 2000. május 8.      | Midlothian, Kanada                          | Salak   | Evelyn Fauth            | 6-3, 7-5              |
| Döntős   | 2.  | 2000. április 23.   | San Luis Potosí, Mexikó                     | Salak   | Milagros Sequera        | 4-6, 6-3, 5-7         |
| Döntős   | 3.  | 2000. november 13.  | Naples, Amerikai Egyesült Államok           | Salak   | Yvette Basting          | 0-4, 0-4, 2-4         |
| Győztes  | 3.  | 2000. december 10.  | Bogotá, Kolumbia                            | Salak   | Fabiola Zuluaga         | 4-1 ret.              |
| Döntős   | 4.  | 2001. október 14.   | Hallandale Beach, Amerikai Egyesült Államok | Salak   | Fabiola Zuluaga         | 6-3, 3-6, 4-3 feladta |
| Győztes  | 4.  | 2003. június 1.     | Campobasso, Olaszország                     | Salak   | Nyina Bratcsikova       | 6-2, 6-2              |
| Döntős   | 5.  | 2003. június 9.     | Grado, Olaszország                          | Salak   | Martina Suchá           | 1-6, 2-6              |
| Győztes  | 5.  | 2003. június 16.    | Gorizia, Olaszország                        | Salak   | Michaela Paštiková      | 7-6(2), 6-4           |
| Döntős   | 6.  | 2003. szeptember 1. | Fano, Olaszország                           | Salak   | Cristina Torrens Valero | 3-6, 7-5, 3-6         |
| Győztes  | 6.  | 2004. június 29.    | Orbetello, Olaszország                      | Salak   | Aljona Bondarenko       | 2-6, 6-2, 6-3         |
| Döntős   | 7.  | 2012. június 24.    | Montpellier, Franciaország                  | Salak   | Séverine Beltrame       | 2-6, 6-7(4)           |

### Páros 7 (4–3)
| Eredmény | No. | Dátum                | Torna                                 | Borítás | Partner              | Ellenfelek                           | Eredmény         |
| -------- | --- | -------------------- | ------------------------------------- | ------- | -------------------- | ------------------------------------ | ---------------- |
| Döntős   | 1.  | 1998. szeptember 14. | La Paz, Bolívia                       | Salak   | Carolina Mayorga     | Laura Bernal Daniela Olivera         | 5-7, 7-6(5), 1-6 |
| Győztes  | 2.  | 2011. január 24.     | Bucaramanga, Kolumbia                 | Salak   | Viky Núñez Fuentes   | Nathália Rossi Zuzana Zlochová       | 7–6(3), 6–1      |
| Döntős   | 3.  | 2011. július 25.     | Bad Saulgau, Németország              | Salak   | Mariana Duque Mariño | Maria Abramović Nicole Clerico       | 3-6, 7-5, [7-10] |
| Győztes  | 4.  | 2012. január 17.     | Plantation, Amerikai Egyesült Államok | Salak   | Laura Thorpe         | Jessica Pegula Ahsha Rolle           | 6–4, 6–2         |
| Győztes  | 5.  | 2012. október 22.    | Poitiers, Franciaország               | Kemény  | Mervana Jugić-Salkić | Stéphanie Foretz Gacon Tatjana Maria | 6–4, 5–7, [10–4] |
| Győztes  | 6.  | 2012. október 29.    | Nantes, Franciaország                 | Kemény  | Mervana Jugić-Salkić | Petra Cetkovská Renata Voráčová      | 6–4, 6–4         |
| Döntős   | 7.  | 2013. május 12.      | Cagnes-sur-Mer, Franciaország         | Salak   | Teliana Pereira      | Vania King Arantxa Rus               | 6-4, 5-7, [8-10] |

## Eredményei Grand Slam-tornákon

### Egyéni
| Grand Slam | Australian Open | Australian Open    | Roland Garros  | Roland Garros      | Wimbledon      | Wimbledon           | US Open        | US Open           |
| Év         | Eredmény        | Utolsó ellenfél    | Eredmény       | Utolsó ellenfél    | Eredmény       | Utolsó ellenfél     | Eredmény       | Utolsó ellenfél   |
| 2001       | –               | –                  | 2. kör         | Martina Hingis     | 1. kör         | Alicia Molik        | 1. kör         | Allison Bradshaw  |
| 2002       | –               | –                  | –              | –                  | –              | –                   | –              | –                 |
| 2003       | –               | –                  | –              | –                  | –              | –                   | 1. kör         | Nagyja Petrova    |
| 2004       | –               | –                  | 1. kör         | Nagyja Petrova     | 1. kör         | Martina Navratilova | 1. kör         | Nicole Pratt      |
| 2005       | 1. kör          | Mashona Washington | 2. kör         | Daniela Hantuchová | 1. kör         | Virginie Razzano    | 2. kör         | Serena Williams   |
| 2006       | 2. kör          | F Schiavone        | 2. kör         | Nathalie Dechy     | 1. kör         | T Tanasugarn        | 1. kör         | Varvara Lepchenko |
| 2007       | 1. kör          | Youlia Fedossova   | 2. kör         | Jelena Janković    | 1. kör         | Iveta Benešová      | 1. kör         | Gy Szafina        |
| 2008       | 2. kör          | V Ruano Pascual    | 1. kör         | J Makarova         | 1. kör         | Szánija Mirza       | –              | –                 |
| 2009       | –               | –                  | Selejtező (Q2) | Selejtező (Q2)     | –              | –                   | Selejtező (Q1) | Selejtező (Q1)    |
| 2010       | –               | –                  | Selejtező (Q1) | Selejtező (Q1)     | Selejtező (Q1) | Selejtező (Q1)      | Selejtező (Q3) | Selejtező (Q3)    |
| 2011       | –               | –                  | –              | –                  | –              | –                   | –              | –                 |
| 2012       | –               | –                  | –              | –                  | –              | –                   | Selejtező (Q3) | Selejtező (Q3)    |
| 2013       | –               | –                  | Selejtező (Q1) | Selejtező (Q1)     | Selejtező (Q1) | Selejtező (Q1)      | Selejtező (Q3) | Selejtező (Q3)    |
| 2014       | –               | –                  | –              | –                  | –              | –                   | –              | –                 |

### Páros
| Grand Slam | Australian Open        | Australian Open             | Roland Garros              | Roland Garros                        | Wimbledon             | Wimbledon                              | US Open               | US Open                             |
| Év         | Eredmény Partner       | Utolsó ellenfél             | Eredmény Partner           | Utolsó ellenfél                      | Eredmény Partner      | Utolsó ellenfél                        | Eredmény Partner      | Utolsó ellenfél                     |
| 2004       | –                      | –                           | –                          | –                                    | –                     | –                                      | –                     | –                                   |
| 2005       | –                      | –                           | 2. kör Juliana Fedak       | Jelena Lihovceva Vera Zvonarjova     | 1. kör Sanda Mamić    | M Domachowska Silvia Talaja            | 1. kör Laura Pous Tió | Megan Bradley Kristi Miller         |
| 2006       | 2. kör Kristina Brandi | Émilie Loit Nicole Pratt    | 1. kör C Martínez Granados | Janette Husárová Szánija Mirza       | –                     | –                                      | 2. kör Jill Craybas   | Cara Black Rennae Stubbs            |
| 2007       | 2. kör Jill Craybas    | Eléni Danjilídu Jasmin Wöhr | –                          | –                                    | –                     | –                                      | –                     | –                                   |
| 2008       | –                      | –                           | 1. kör Kaia Kanepi         | V Azaranka Sahar Peér                | 3. kör Kaia Kanepi    | N Llagostera Vives MJ Martínez Sánchez | 1. kör Kaia Kanepi    | Jelena Lihovceva Jevgenyija Rogyina |
| 2009−2012  | –                      | –                           | –                          | –                                    | –                     | –                                      | –                     | –                                   |
| 2013       | –                      | –                           | 2. kör Marosi Katalin      | Alla Kudrjavceva Anastasia Rodionova | 1. kör Marosi Katalin | Sandra Klemenschits Romina Oprandi     | –                     | –                                   |
| 2014       | –                      | –                           | –                          | –                                    | –                     | –                                      | –                     | –                                   |

## Év végi világranglista-helyezései
| Év     | 1996 | 1997 | 1998 | 1999  | 2000 | 2001 | 2002 | 2003 | 2004 | 2005 | 2006 | 2007 | 2008 | 2009 | 2010 | 2011 | 2012 | 2013 | 2014  |
| Egyéni | 846. | 932. | 509. | 226.  | 143. | 120. | 201. | 133. | 110. | 59.  | 55.  | 115. | 147. | 219. | 183. | 251. | 236. | 196. | 1073. |
| Páros  | –    | –    | 771. | 1027. | 490. | 315. | 361. | –    | 305. | 236. | 144. | 91.  | 163. | 280. | 455. | 238. | 96.  | 103. | 522.  |